# Larry Flynt
Larry Claxton Flynt, Jr., född 1 november 1942 i Magoffin County, Kentucky, död 10 februari 2021 i Los Angeles, Kalifornien, var en amerikansk porrmogul, ägare av Flynt Publications och grundare och ägare av tidningen Hustler.

## Biografi
Larry Flynt växte upp under fattiga förhållanden på landsbygden i Kentucky. Han och några kamrater ägnade sig bland annat åt att sälja hembränd sprit, så kallad moonshine, till lokala kunder. Han drev strippbarer innan han startade den omdiskuterade herrtidningen Hustler. Förutom pornografi kom Hustler att innehålla respektlös satir över exempelvis republikaner, den kristna högern och TV-predikanter, vilket gav Flynt juridiska problem. Han stämdes flera gånger, bland annat av Jerry Falwell, och utkämpade ett antal rättegångsbataljer. Av en del ses Flynts frispråkighet och vilja att strida för Hustlers artiklar som betydelsefulla för den amerikanska yttrandefriheten.
Den 6 mars 1978 utsattes Flynt för ett mordförsök i Georgia. En ensam skytt greps senare. Attentatet ledde till att Flynt efter detta blev rullstolsburen.
År 1996 skildrades Flynts livshistoria, och hans juridiska strider, av Miloš Forman i den Oscarsnominerade filmen Larry Flynt – skandalernas man med Woody Harrelson i titelrollen. Även Flynt hade en mindre roll i filmen, som domare (han dömer en yngre version av sig själv till 25 års fängelse).
Flynts medieimperium har huvudkontor i Los Angeles, Kalifornien och själv bodde han i stadsdelen Bel Air.